# Обрадович, Желько

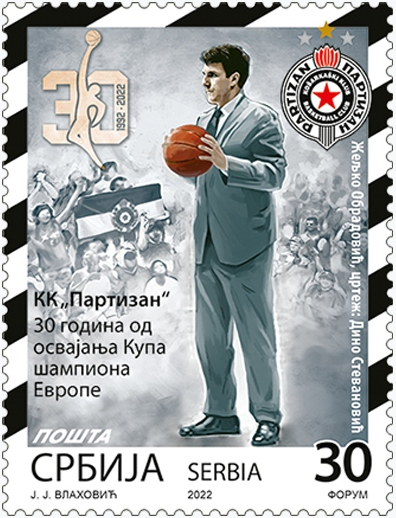
Почтовая марка Сербии 2022 года, посвящённая югославскому баскетболисту Желимиру Обрадовичу (серия «30 лет победе БК «Партизан» на Евролиге»)

Желимир Обрадович (серб. Желимир „Жељко“ Обрадовић; род. 9 марта 1960, Чачак, СФРЮ) — бывший югославский баскетболист и сербский тренер. Под его руководством пять различных клубов девять раз выигрывали Евролигу. Как игрок и как тренер он завоевывал медали на олимпийских играх и чемпионатах мира по баскетболу. Входит в почётный список 50 человек, внёсших наибольший вклад в развитие Евролиги.

## Достижения

### Игрока
Партизан
- Чемпион Югославии: (1987)
- Обладатель Кубка Югославии : (1989)
- Обладатель Кубка Корача : (1989)

Сборная Югославии
- 2-е место на Олимпийских играх 1988 года
- 1-е место на чемпионате мира 1990 года

### Тренера
Партизан
- Чемпион Сербии : (1992)
- Обладатель Кубка Сербии по баскетболу : (1992)
- Чемпион Евролиги : (1992)

Из-за войны в бывшей Югославии, которая велась в это время: 21 игру из 22-х Партизан сыграл за пределами Югославии. Все домашние игры проводились в пригороде Мадрида  - Фуэнлабрада. Это была первая и единственная победа Югославского клуба, основанного в 1945 году, в Евролиге. Вся команда за исключением Иво Накич (Хорват) состояла из сербских игроков.
Ховентут
- Чемпион Евролиги : (1994)

Реал Мадрид
- Чемпион Евролиги : (1995)
- Обладатель Кубка Сапорты: (1997)

Бенеттон (Тревизо)
- Обладатель Кубка Сапорты: (1999)

Панатинаикос
- Чемпион Евролиги (5): (2000, 2002, 2007, 2009, 2011)
- Чемпион Греции (11): (2000, 2001, 2003, 2004, 2005, 2006, 2007, 2008, 2009, 2010, 2011)
- Обладатель Кубка Греции по баскетболу (7): (2003, 2005, 2006, 2007, 2008, 2009, 2012)

Фенербахче
- Чемпион Евролиги: (2017)
- Чемпион Турции (3): (2014, 2016, 2017)

Сборная Югославии
- Баскетбол на летних Олимпийских играх 1996
- Чемпионат Европы по баскетболу 1997
- Чемпионат мира по баскетболу 1998
- Чемпионат Европы по баскетболу 1999

Личные награды
- 3-кратный обладатель титула Тренер года Евролиги имени Александра Гомельского: (2007, 2011[2], 2017)

## Учителя
Своими учителями считает Александра Николича, Душана Ивковича 